# الجسر الذهبي
الجسر الذهبي (بالفيتنامية: Cầu Vàng)‏ هو جسر للمشاة يبلغ طوله 150 مترًا في منتجع تلال با نا (بالإنجليزية:  Bà Nà Hills)‏،بالقرب من دا نانغ،فيتنام. تم تصميمه ليربط بين محطة التلفريك بالحدائق ولتوفير إطلالات خلابة وجذب سياحي.
تم افتتاح الجسر في يونيو 2018.